# Островное (Крым)
Островно́е (до 1948 года Коке́й; укр. Острівне, крымскотат. Kökey, Кокей) — исчезнувшее село в Кировском районе Республики Крым, располагавшееся в центре района, в степной части Крыма, примерно в 3 км к западу от современного села Васильковое.

## История
Первое документальное упоминание села встречается в Камеральном Описании Крыма… 1784 года, судя по которому, в последний период Крымского ханства Кокей входил в Старо-Крымский кадылык Кефинского каймаканства. После присоединения Крыма к России (8) 19 апреля 1783 года, (8) 19 февраля 1784 года, именным указом Екатерины II сенату, на территории бывшего Крымского Ханства была образована Таврическая область и деревня была приписана к Левкопольскому, а после ликвидации в 1787 году Левкопольского — к Феодосийскому уезду Таврической области. После Павловских реформ, с 1796 по 1802 год, входила в Акмечетский уезд Новороссийской губернии. По новому административному делению, после создания 8 (20) октября 1802 года Таврической губернии, Кокей был включён в состав Парпачской волости Феодосийского уезда.
По Ведомости о числе селений, названиях оных, в них дворов… состоящих в Феодосийском уезде от 14 октября 1805 года, в деревне Кокой числилось 8 дворов и 56 жителей. На военно-топографической карте генерал-майора Мухина 1817 года деревня Кокей обозначена также с 8 дворами. После реформы волостного деления 1829 года Кокей, согласно «Ведомости о казённых волостях Таврической губернии 1829 г.», отнесли к Агерманской волости (переименованной из Парпачской). На карте 1836 года в деревне 4 двора, а на карте 1842 года Кокей обозначен условным знаком «малая деревня» (это означает, что в нём насчитывалось менее 5 дворов).
В 1860-х годах, после земской реформы Александра II, деревню приписали к Владиславской волости. Видимо, деревня опустела в результате эмиграции крымских татар, особенно массовой после Крымской войны 1853—1856 годов, в Турцию, но в доступных документах это не отражено, при этом ни в «Списке населённых мест Таврической губернии по сведениям 1864 года», ни на карте Шуберта 1865—1876 года её нет. Вновь встречается в «Памятной книге Таврической губернии 1889 года», включившей результаты Х ревизии 1887 года, согласно которой в деревне Кокий числилось 5 дворов и 37 жителей. По «…Памятной книжке Таврической губернии на 1892 год» в деревне Кокей, входившей в Унгутское сельское общество, числилось 10 жителей в 3 домохозяйствах. На верстовой карте Крыма 1896 года в селении обозначено 12 дворов с русским населением. По «…Памятной книжке Таврической губернии на 1902 год» в деревне Кукей, находившейся в частном владении, числилось 57 жителей, домохозяйств не имеющ. По Статистическому справочнику Таврической губернии. Ч.II-я. Статистический очерк, выпуск пятый Феодосийский уезд, 1915 год, в имение Кокей (Е. Демо) Владиславской волости Феодосийского уезда числилося 1 двор без населения.
После установления в Крыму Советской власти, по постановлению Крымревкома от 8 января 1921 года была упразднена волостная система и село вошло в состав вновь созданного Владиславовского района Феодосийского уезда, а в 1922 году уезды получили название округов. 11 октября 1923 года, согласно постановлению ВЦИК, в административное деление Крымской АССР были внесены изменения, в результате которых округа ликвидировались и Владиславовский район стал самостоятельной административной единицей. Декретом ВЦИК от 04 сентября 1924 года «Об упразднении некоторых районов Автономной Крымской С. С. Р.» в октябре 1924 года район был преобразован в Феодосийский и село включили в его состав. Согласно Списку населённых пунктов Крымской АССР по Всесоюзной переписи 17 декабря 1926 года, в селе Кокей, Ислям-Терекского сельсовета Феодосийского района, числилось 11 дворов, все крестьянские, население составляло 69 человек, из них и 67 русских, 1 татарин и 1 украинец. Постановлением ВЦИК «О реорганизации сети районов Крымской АССР» от 30 октября 1930 года из Феодосийского района был выделен (воссоздан) Старо-Крымский район (по другим сведениям 15 сентября 1931 года) и село включили в его состав, а, с образованием в 1935 году Кировского — в состав нового района.
После освобождения Крыма от фашистов, 12 августа 1944 года было принято постановление № ГОКО-6372с «О переселении колхозников в районы Крыма» и в сентябре того же года в район приехали первые переселенцы, 428 семей, из Тамбовской области, а в начале 1950-х годов последовала вторая волна переселенцев. С 1954 года местами наиболее массового набора населения стали различные области Украины. С 25 июня 1946 года Кокей в составе Крымской области РСФСР. Указом Президиума Верховного Совета РСФСР от 18 мая 1948 года Кокей переименовали в Островное. 26 апреля 1954 года Крымская область была передана из состава РСФСР в состав УССР. На 15 июня 1960 года село ещё числилось в составе Кировского поссовета. Указом Президиума Верховного Совета УССР «Об укрупнении сельских районов Крымской области» от 30 декабря 1962 года Кировский район был упразднён, и село присоединили к Нижнегорскому району. 1 января 1965 года указом Президиума ВС УССР «О внесении изменений в административное районирование УССР — по Крымской области» село вновь включили в состав Кировского района.
Ликвидировано в период с 1968 года, когда Островное ещё было записано в составе Синицынского сельсовета, по 1977 год, когда оно уже значилось в списках упразднённых.

### Динамика численности населения
| - 1805 год — 56 чел. - 1889 год — 37 чел. - 1892 год — 10 чел. | - 1902 год — 57 чел. - 1915 год — 0 чел. - 1926 год — 69 чел. |